# R. Christopher White
R. Christopher White é um especialista em efeitos especiais americano. Como reconhecimento, foi nomeado ao Oscar 2013 na categoria de Melhores Efeitos Visuais por The Hobbit: An Unexpected Journey.